# Події на Манежній площі в Москві 30 грудня 2014
Події на Манежній площі в Москві 30 грудня 2014 року (скор. «Манежка») — протести опозиційно настроєних росіян, викликані незаконним, на їхню думку, обвинувальним вироком опозиціонерам Олексію та Олегу Навальним. Центром протестів стала Манежна площа в Москві.

## Підґрунтя. Справа «Ів Роше»
Олексій Навальний є помітним російським опозиціонером, послідовним противником політики Президента Російської Федерації Володимира Путіна. Навальний очолює створений ним Фонд боротьби з корупцією (https://fbk.info/ [Архівовано 3 лютого 2018 у Wayback Machine.]), який відстежує зловживання вищих російських чиновників.
Замоскворецький суд Москви розглядав кримінальну справу з обвинувачення братів Олексія та Олега Навальних у шахрайстві.
За версією сторони обвинувачення, Навальні шахрайським шляхом викрали у ТОВ «Ів Роше Схід» більш як 26,7 млн рублів, і ще 4,4 млн у ТОВ «Багатопрофільна процесінгова компанія». Ці гроші вони, як вважає слідство, легалізували, перерахувавши кошти на підконтрольне їм та їхнім родичам ТОВ «Кобяковская фабрика з лозоплетіння». Перерахування грошей пройшло на фіктивних підставах.
При цьому, сама компанія «Ів Роше» офіційно повідомляла слідству, що ні прямих збитків, ні упущеної вигоди вона від дій Навальних не зазнала.
У дебатах 19 грудня 2014 р. прокурор просив засудити Олексія Навального до 10 років позбавлення волі, а його брата Олега — до 8 років. Захист наполягав на виправданні обох, вину вони не визнали.
Замоскворецький суд призначив оголошення вироку на 15 січня 2015 року.

## Готування акції
Оголошення вироку планувалося на 15 січня 2015 року. На цю ж дату опозиція планувала несанкціоновану акцію на Манежній площі під рефренами «Обговорімо вирок Навальному» і «Досить дивитися в стіл!».
Проте, вирок несподівано перенесли на 30 грудня 2014 року, мотивувавши це тим, що він нібито вже готовий. Це викликало здивування, особливо зважаючи на те, що 30 грудня не була оприлюднена мотивувальна частина.
О 9:00 год. за московським часом було оголошено: Олексій отримав умовний термін (3,5 роки ув'язнення умовно, 500 тисяч рублів штрафу), Олег — реальний (3,5 роки ув'язнення, 500 тисяч рублів штрафу). Обидві сторони не заперечили, що оскаржуватимуть вирок.
Прихильники Навального почали виходити на знак протесту на Манежну площу — туди ще з вечора поліція почала приганяти автозаки.

## Події
Перші затримання біля суду відбулися о 9:30.
Протягом дня на Манежну підтягувалися внутрішні війська, автозаки, військовики. Влада частково перекрила метро. Ближе до 17-ї год. почали перекривати площу.
Близько 18-ї год. на площі зібралося декілька сотень людей. Температура повітря вкрай низька (—15 °C).
Сам Олексій Навальний на той час перебував під домашнім арештом. Порушивши умови домашнього арешту, він поїхав назустріч демонстрантам. На Тверській вулиці його затримали працівники правоохоронних органів і відвезли додому. При цьому, очевидці події висловлювали розчарування з приводу того, що численні прихильники Навального не намагалися перешкодити його затриманню.
Після цього затримань протестувальників побільшало.
Після того, як Манежна площа була повністю заблокована (де знаходилося декілька тисяч осіб), там розпочалася бійка і затримання стали жорсткішими й численнішими.
Станом на 19:30 — понад 130 затриманих. Є поранені, провокатори, локально розпилили перцевий газ.
Людей почали видавлювати в сторону станції метро «Площа Революції».
О 20:00 площа була практично повністю зачищена ОМОНом.
Загалом, за повідомленнями російських ЗМІ, у центрі Москви було затримано 245 осіб, серед них один українець.
Кількість учасників за оцінками очевидців коливалася від 2000 до 5000.

### Гасла протестувальників
| «Один за всіх і всі за одного!» «Навальний, Навальний!» «Путін — хуйло!» «Усіх не посадиш!» «Немає Путіна — немає війни!» «Зміни Росію — почни з Москви» (на наклейці) «Геть Перший канал!» | «Досить брехати!» «Росія буде вільною!» «Ми тут влада!» «Досить дивитися в стіл!» «Ні війні з Україною!» «Росіяни й українці - браття навік!» «Путін - труп!» |

### Альтернативний мітинг
Противники «народного сходу» заявляли про справжню винуватість підсудних, звинувачували їх захисників у «прозахідних симпатіях», фінансуванні з-за кордону, намаганнях порушити закони Російської Федерації.
На альтернативний мітинг були підтягнуті козаки та — як їх назвали — місцеві «тітушки» з георгіївськими стрічками й антимайданівськими гаслами на кшталт «Готуєш Майдан — поїдеш в Магадан». «Альтернативних» мітингарів також затримували.

## Протести в інших містах
Завдяки соціальним мережам, скоординовані акції відбулися в Єкатеринбурзі, Санкт-Петербурзі, Воронежі, Уфі, Волгограді, а також невеликі: в Нью-Йорку (з російським та українським прапорами), Берліні, Парижі, Празі.

## Міжнародна реакція
ЄС назвав обвинувальний вирок Навальним «політично мотивованим».
Держдепартамент США зауважив, що рішення суду стало черговим прикладом «утисків незалежних ЗМІ, громадянського суспільства, меншин і опозиції».

## Причини швидкого згортання акції
- відсутність чітких задекларованих цілей
- передноворічна атмосфера: відсутність у місті багатьох людей, що планували прийти на акцію 15 січня; неготовність провести новорічні свята за ґратами
- сильний мороз
- неорганізованість опозиції
- відмінна організація поліції
- самоусунення багатьох впливових опозиційних сил (наприклад, «Лівий фронт», «Солідарність», «ПАРНАС», націоналісти)
- неготовність частини росіян ризикувати заради контроверсійної фігури Навального[25][26][27][28].

## Події 15 січня
У початково обумовлену дату, 15 січня 2015 року, на Манежній площі зібралося близько 500 осіб, з них близько 450 — представники новоствореного прокремлівського руху «Антимайдан». Гасла: «Майдан не пройде!» — «Не буде свободи — буде Майдан!». 13 осіб затримані.